# 舒斯特
舒斯特或者 舒斯特尔（Schuster，Shuster）可以指：

## 人物
Schuster
- 贝恩德·舒斯特尔（德語：Bernd Schuster，1959年11月22日－），前德國職業足球運動員和教練。
- 尤利安·舒斯特（德語：Julian Schuster，1995年2月8日－），德國足球運動員。
- 迪尔克·舒斯特（德語：Dirk Schuster，1967年12月29日－），德國前足球運動員和現任足球教練。
- 鲁道夫·舒斯特（法語：Rudolf Schuster，1934年1月4日－），斯洛伐克政治家。
- 加里·舒斯特（英語：Gary Benjamin Schuster，1946年8月6日出生），美國化學家。
- 瓦尔特·舒斯特（德語：Walter Schuster，1929年6月2日－2018年1月13日），奧地利男性高山滑雪運動員。
- 苏珊·舒斯特（德語：Susanne Schuster，1963年5月9日－），德國女游泳運動員。
- 菲利普·舒斯特（英語：Philip Schuster，1883年1月24日－1926年10月31日），美国男子竞技体操运动员。

Shuster
- 乔·舒斯特（英語：Joseph "Joe" Shuster，/ˈʃuːstər/，1914年7月10日－1992年7月30日），加拿大裔美國漫畫家。
- 比爾·舒斯特（英語：Bill Shuster；1961年1月10日－），美國政治家。
- 约翰·舒斯特（英語：John Shuster，1982年11月3日－），美國男性捲髮器。

|  | 本页或本分段罗列了姓氏为「舒斯特」的人物。 如果是一个指代特定个人的内链将您引导到本页，請考慮修正該人物的名字以將链接指向正確的條目。 |